# Lime Ridge (Pensilvânia)
Lime Ridge é uma Região censo-designada localizada no estado norte-americano de Pensilvânia, no Condado de Columbia.

## Demografia
Segundo o censo norte-americano de 2000, a sua população era de 951 habitantes.

## Geografia
De acordo com o United States Census Bureau tem uma área de
4,0 km², dos quais 3,3 km² cobertos por terra e 0,7 km² cobertos por água.

## Localidades na vizinhança
O diagrama seguinte representa as localidades num raio de 8 km ao redor de Lime Ridge.